# Coniopteryx dorisae
Coniopteryx dorisae är en insektsart som beskrevs av Monserrat 1983. Coniopteryx dorisae ingår i släktet Coniopteryx och familjen vaxsländor. Inga underarter finns listade i Catalogue of Life.